# Guy Van Sam
Guy Van Sam (Beirut, 20 dicembre 1935 – Tolone, 8 febbraio 2024) è stato un calciatore francese, di ruolo centrocampista.

## Carriera

### Nazionale
Collezionò tre presenze con la propria Nazionale.

## Statistiche

### Cronologia presenze e reti in Nazionale
| Cronologia completa delle presenze e delle reti in nazionale ― Francia | Cronologia completa delle presenze e delle reti in nazionale ― Francia | Cronologia completa delle presenze e delle reti in nazionale ― Francia | Cronologia completa delle presenze e delle reti in nazionale ― Francia | Cronologia completa delle presenze e delle reti in nazionale ― Francia | Cronologia completa delle presenze e delle reti in nazionale ― Francia | Cronologia completa delle presenze e delle reti in nazionale ― Francia | Cronologia completa delle presenze e delle reti in nazionale ― Francia |
| Data                                                                   | Città                                                                  | In casa                                                                | Risultato                                                              | Ospiti                                                                 | Competizione                                                           | Reti                                                                   | Note                                                                   |
| ---------------------------------------------------------------------- | ---------------------------------------------------------------------- | ---------------------------------------------------------------------- | ---------------------------------------------------------------------- | ---------------------------------------------------------------------- | ---------------------------------------------------------------------- | ---------------------------------------------------------------------- | ---------------------------------------------------------------------- |
| 18-10-1961                                                             | Bruxelles                                                              | Belgio                                                                 | 3 – 0                                                                  | Francia                                                                | Amichevole                                                             | -                                                                      |                                                                        |
| 10-12-1961                                                             | Colombes                                                               | Francia                                                                | 1 – 1                                                                  | Spagna                                                                 | Amichevole                                                             | -                                                                      |                                                                        |
| 16-12-1961                                                             | Milano                                                                 | Bulgaria                                                               | 1 – 0                                                                  | Francia                                                                | Qual. Mondiali 1962                                                    | -                                                                      |                                                                        |
| Totale                                                                 |                                                                        | Presenze                                                               | 3                                                                      |                                                                        | Reti                                                                   | 0                                                                      |                                                                        |